# San Juan (Puerto Rico)
San Juan Puerto Ricónak, az Amerikai Egyesült Államok társult tagállamának a fővárosa és egyben legnagyobb városa. A várost a sziget északi partján alapították a spanyolok 1521-ben, és Keresztelő Szent Jánosról (spanyolul: San Juan Bautista) nevezték el. Jelentős kikötőváros és itt található az ország legjelentősebb nemzetközi repülőtere is, a Luis Muñoz Marín nemzetközi repülőtér.

## Éghajlat
Trópusi monszun éghajlat, az évi középhőmérséklet 28 °C, télen 22 °C, nyáron 32 °C.A valaha mért legalacsonyabb hőmérséklet 16 °C volt 1957. március 3-án, a legmagasabb hőmérsékletet pedig 1981. október 9-én mérték, 37 °C-ot. Az évi átlagos csapadékmennyiség 1289 milliméter.
| Hónap                                                    | Jan. | Feb. | Már. | Ápr. | Máj. | Jún. | Júl. | Aug. | Szep. | Okt. | Nov. | Dec. | Év   |
| -------------------------------------------------------- | ---- | ---- | ---- | ---- | ---- | ---- | ---- | ---- | ----- | ---- | ---- | ---- | ---- |
| Rekord max. hőmérséklet (°C)                             | 33,0 | 36,0 | 36,0 | 36,0 | 36,0 | 36,0 | 35,0 | 36,0 | 36,0  | 37,0 | 36,0 | 34,0 | 37,0 |
| Átlagos max. hőmérséklet (°C)                            | 28,4 | 28,7 | 29,4 | 30,1 | 30,8 | 31,6 | 31,5 | 31,8 | 31,8  | 31,3 | 29,9 | 28,8 | 30,3 |
| Átlaghőmérséklet (°C)                                    | 25,3 | 25,5 | 26,1 | 26,8 | 27,7 | 28,5 | 28,6 | 28,7 | 28,6  | 28,1 | 27,0 | 25,9 | 27,2 |
| Átlagos min. hőmérséklet (°C)                            | 22,2 | 22,2 | 22,7 | 23,6 | 24,6 | 25,4 | 25,6 | 25,7 | 25,4  | 24,9 | 24,0 | 23,0 | 24,1 |
| Rekord min. hőmérséklet (°C)                             | 16,0 | 17,0 | 16,0 | 18,0 | 19,0 | 21,0 | 21,0 | 21,0 | 21,0  | 19,0 | 19,0 | 17,0 | 16,0 |
| Átl. csapadékmennyiség (mm)                              | 95   | 60   | 49   | 118  | 150  | 112  | 128  | 138  | 146   | 142  | 161  | 127  | 1426 |
| Havi napsütéses órák száma                               | 238  | 234  | 282  | 267  | 254  | 258  | 282  | 266  | 234   | 226  | 201  | 217  | 2959 |
| Forrás: NOAA, The Weather Channel, Hong Kong Observatory |      |      |      |      |      |      |      |      |       |      |      |      |      |

## Története
A mai San Juantól nyugatra fekvő Pueblo Viejo helyén már 1508-ban települést alapított Juan Ponce de León. Magát San Juant 1521-ben alapították, ezzel a város a második legrégibb európai alapítású város a karibi térségben (az 1498-ban alapított Santo Domingo után). Az eredeti várost, a mai óvárost (San Juan Antiguo) fal veszi körül, ezért San Juant néha La Ciudad Amurallada (a fallal körülvett város) néven is említik.

## Lakosság
Az Egyesült Államok Népszámlálási Hivatalának becslése szerint a városnak 2008-ban 422 665 lakosa volt. A lakosság 98,3%-a spanyolajkú, de az angol is széles körben beszélt nyelv. A népességnek mindössze 46,1%-a férfi, és mintegy 16% a 65 éven felüliek aránya. Az egy főre jutó éves jövedelem 15 659 dollár, ami csupán 57%-a az Egyesült Államok átlagának.

## A város szülöttei
- Nicky Cruz (1938- ) evangelizátor
- Juan Tizol (1900–1984), zenész
- José Ferrer (1912–1992), színész
- Daniel Santos (1916–1992), énekes, zeneszerző
- Awilda Carbia (1938–2009), színész
- Raúl Juliá (1940–1994), színész
- Gigi Fernández (1964-), teniszezőnő
- Carlos Ponce (1972-), színész
- Tego Calderón (1972-), rapper
- Roselyn Sánchez (1973-), színésznő, 1993-ban és 1994-ben Miss Puerto Rico
- Joaquin Phoenix (1974-), színész
- Miguel Zenón (1976-), jazzenész
- Carly Colón (1979-), birkózó
- Ricky Martin (1971-), énekes
- Luis Fonsi, énekes
- Ramon Luis Ayala, (Daddy Yankee)  (1977.02.03.) énekes

## Látnivalók
- Fuerte San Felipe del Morro
- Szent Kristóf erőd
- Palacio de Santa Catalina (La Fortaleza)
- Plaza de Armas in San Juan
- The Capitol
- Pablo Casals múzeum
- Művészeti múzeum
- Szent János székesegyház

## Sport
- Az 1966-os Közép-amerikai és Karibi játékoknak ez a város adott otthont.
- Az 1979-es Pánamerikai játékok házigazdája volt.
- Itt rendezték az 1974-es kosárlabda világbajnokságot.

## Testvérvárosok
- Cartagena, Kolumbia
- Honolulu, Hawaii, USA
- Jacksonville, USA
- Guatemalaváros, Guatemala
- San Juan City, Fülöp-szigetek
- Santiago, Dominikai Köztársaság